# Uede (distrito)
Uede (em francês: El Oued) é um distrito localizado na província de Uede, Argélia, e cuja capital é a cidade homónima. A população do distrito era de 144 775 habitantes em 2008.

## Municípios
O distrito está dividido em duas comunas:
- Uede
- Kouinine